# Инверсия в литературе
Инве́рсия в литературе (от лат. inversio «переворачивание; перестановка») — нарушение обычного порядка слов в предложении. В аналитических языках (например, английский, французский), где порядок слов фиксирован строго, стилистическая инверсия распространена относительно мало; во флективных, в том числе русском, с достаточно свободным порядком слов — весьма значительно.

Инверсия может эмфатически выделять одно или несколько слов:
Сравнится ль что в моих стихах

С нежнейшей матери слезами?Василий Жуковский
Объективный порядок слов был бы: «Со слезами нежнейшей матери». Инверсия может логически выделять наиболее существенную часть предложения, «новое», «рему», помещая её перед исходным пунктом высказывания, «данным», «темой»: «Чего ждала эта теплая, эта заснувшая ночь? Звука ждала она…» (Иван Тургенев); объективный порядок слов был бы: «Она ждала звука».
Инверсия может применяться в целях ритмико-мелодической организации речи: «Минул день. Укатился другой за хребты ледяные» (Александр Бестужев-Марлинский).

В XVIII- 1-й пол. XIX вв. под влиянием церковнославянского, латинского, французского языков инверсия особенно распространилась; в позднейших текстах при поддержке целенаправленного отбора лексики она вызывает эффект архаизации:
Государь мой, — читал он, — Александр Васильич!

Сколь прискорбно мне Ваш мирный покой тревожить…Эдуард Багрицкий
Объективный порядок слов был бы: «… тревожить Ваш мирный покой».
Перечисленные функции инверсии нередко переплетаются в одном предложении. Поэты с разной степенью интенсивности используют инверсию как стилистический прием. В разных стихотворных размерах инверсия распространена приблизительно одинаково. С осторожностью следует подходить к суждениям о преобладании инверсии в стихотворной речи по сравнению с прозаической: так, предложения с инверсией главных членов в стихах, в художественной и научной прозе в равной мере составляют 10—30% от общего числа при средней величине ок. 20%. Зато все виды письменной речи по этому признаку противостоят устной, где предложения с инверсией главных членов составляют лишь 7%.
«Ритмической инверсией» иногда называют синкопу.